# Tongyu, Guangdong
Tongyu (kinesiska: 铜盂) är en köping i sydöstra Kina. Den ligger i stadsdistriktet Chaoyang i staden Shantou i provinsen Guangdong, omkring 320 kilometer öster om provinshuvudstaden Guangzhou. Antalet invånare är 122 661. Befolkningen består av 60 980 kvinnor och 61 681 män. Barn under 15 år utgör 27,0 %, vuxna 15-64 år 65 %, och äldre över 65 år 6,0 %.